# リサイクル

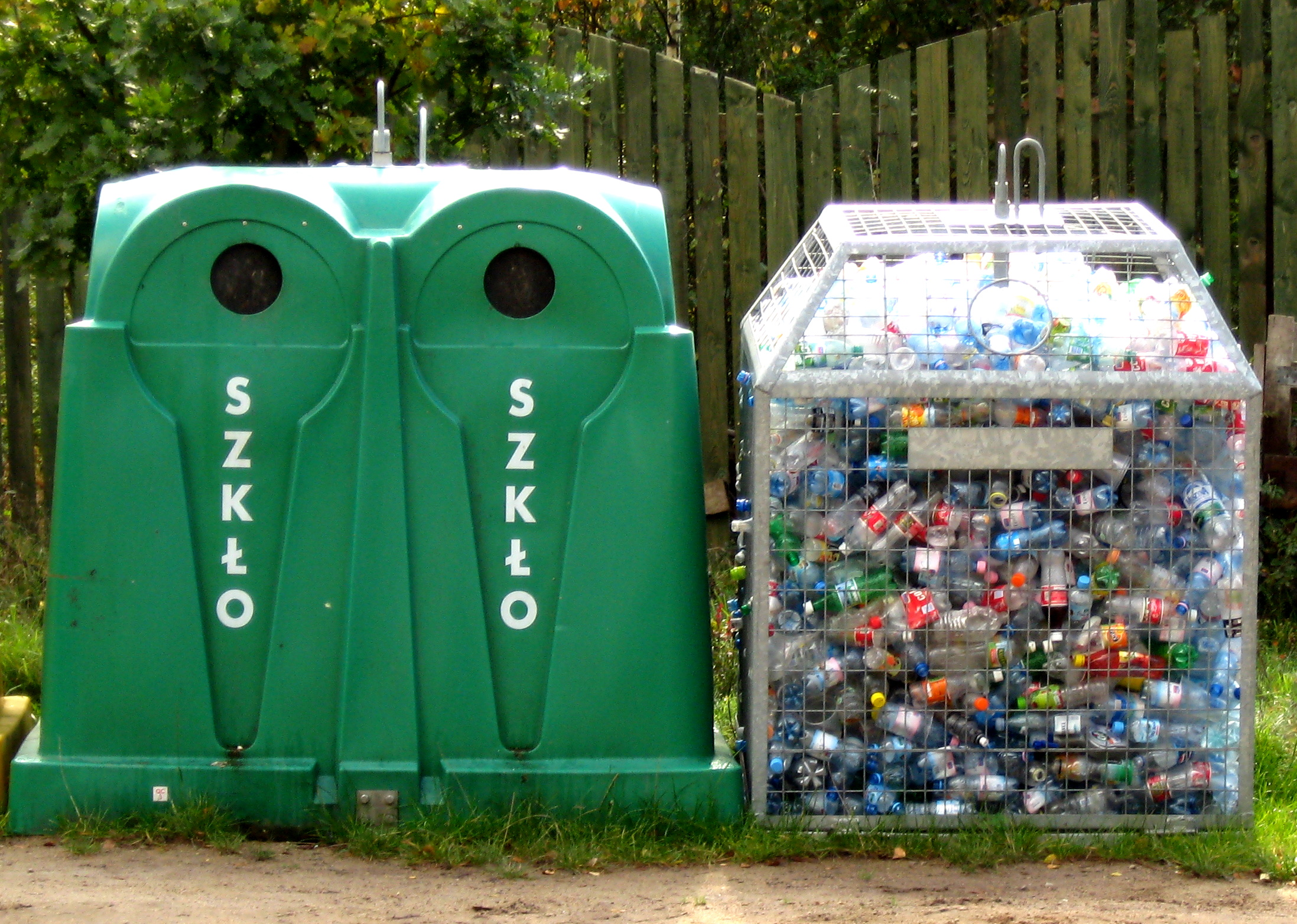
ポーランドでの、ガラス瓶とプラスチックボトル（ペットボトル）の分別回収のスポット。

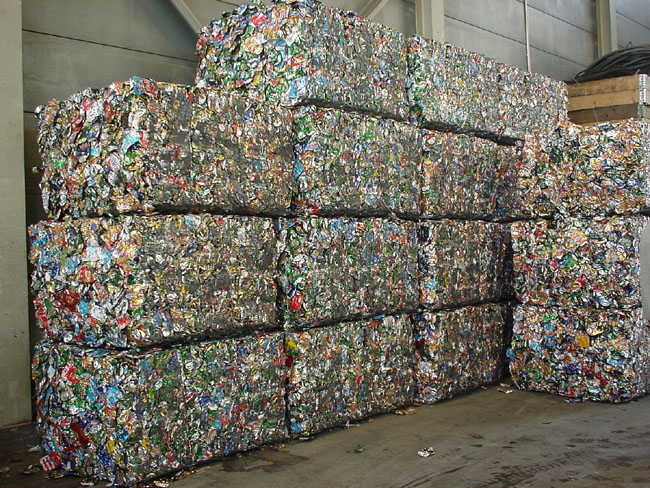
リサイクルのために圧縮されたアルミ缶。アルミはリサイクル率が高く、「リサイクルの優等生」と呼ばれている。→#アルミニウム（アルミ缶）

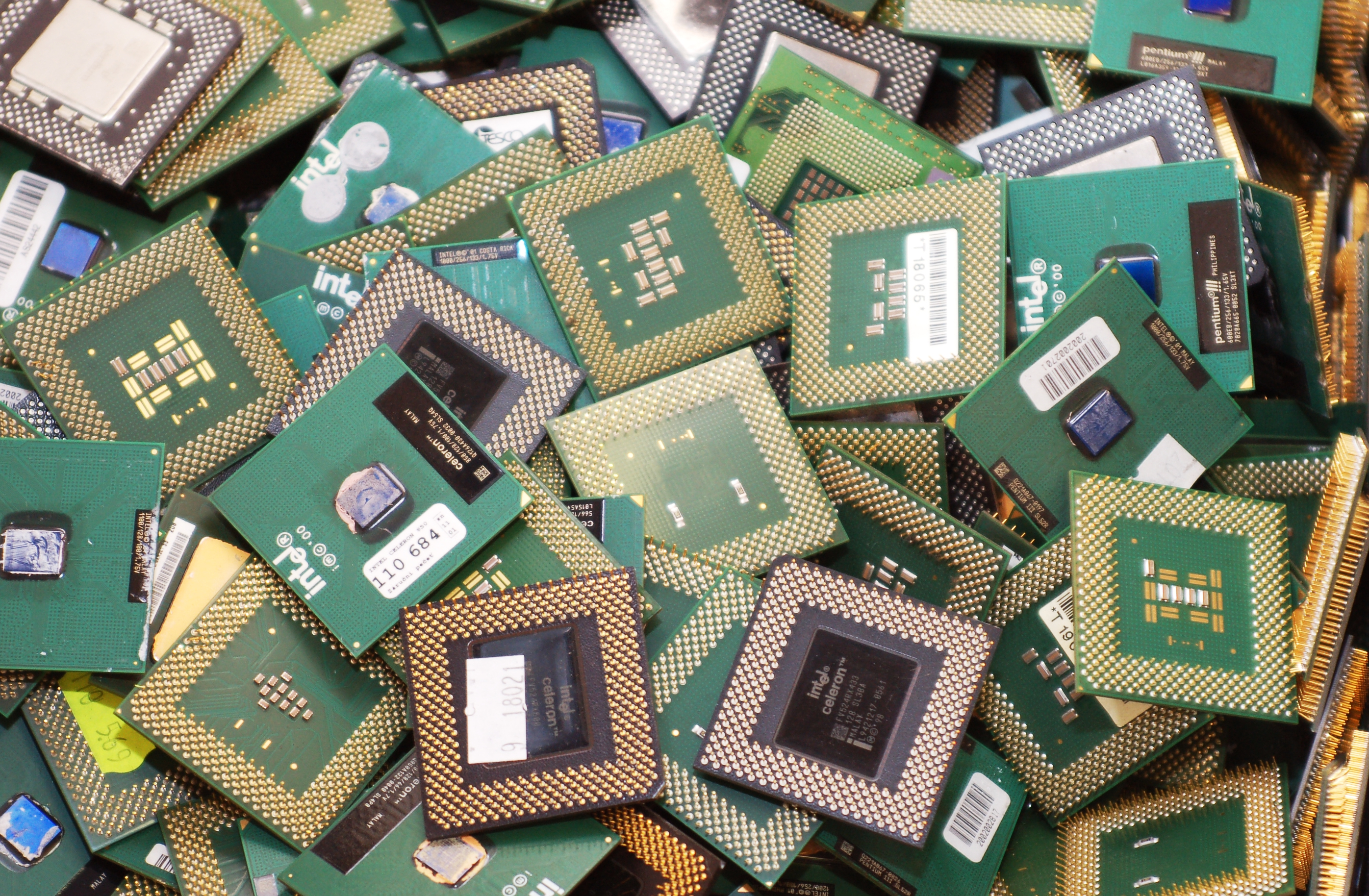
現代では電子部品からレアメタルがリサイクルされている。

リサイクル（英: recycling，recycle）は、人間から排出された資源（またはエネルギー）を再度回収して利用すること。「再生利用」「資源再生」「再資源化」「再生資源化」などと訳される。廃棄物等の再生利用は、資源・エネルギー問題の深刻化に対応するための長期的な資源確保のための手段という観点、本来処理されるべき廃棄物量の減少（減量化）という2つの観点をもつ。

## 概説

### 定義
リサイクルに関する用語の定義や整理は地域により異なっている。
分類については後述するが、EUの各種指令ではリサイクル（recycling）は再製品化を行うマテリアルリサイクル（material recycling）のことを指し、エネルギー発生手段として利用するエネルギーリカバリー（energy recovery）などと合わせてリカバリー（recovery）という用語を使用している。ただし、これはドイツなど各国の国内でのリサイクル方法の用語の整理とも違いがある。日本ではマテリアルリサイクル、ケミカルリサイクル、サーマルリサイクルなどの分類が用いられる。
百科事典等の説明文や定義文は次のようになっている。
- スーパーニッポニカでは「日常生活で不要な（不要となった）製品や、産業活動に伴い副次的に得られた物品を、資源として再利用、あるいは回収・再生して有効利用すること」としている。
- ブリタニカの電子辞書版（簡略版）では、「1度使った資源（廃棄物）を回収して再利用すること」と説明している。
- Oxford Dictionaryでは「不要物（ゴミ、廃棄物）を再利用可能な素材へと変える行動や過程[3]」としている。
- 広辞苑第六版では「資源の節約や環境汚染防止などのために、不用品や廃棄物などを再利用すること」としている。

### 回収
リサイクルされるものの回収の方法は、主として次の3つの方法がある。ひとつは有償買取であり、持ち込む人（あるいは組織）が分別し、リサイクル業者や不用品回収業者に持ち込み、なんらかの対価を得る、というものである。ふたつめは無償方式で、不要となったものを業者のところに持ち込むが、対価は得ない、というもの。もうひとつは個人や組織が出す不用品を何らかの機関（や代理業者）が回って回収する、というものである。地方自治体による回収の他にも、市民がボランティアで自主的に資源回収活動を行っている場合もある。他にも様々な工夫をした回収法を導入している国もある。→#回収

## リサイクルの分類

### 各地域での整理

#### EU
EUの各種指令（94年EU容器包装指令、75年EU廃棄物枠組指令付属書ⅡBなど）ではリサイクル（recycling）は再製品化を行うマテリアルリサイクル（material recycling）のことを指す。エネルギー発生手段として利用することはエネルギーリカバリー（energy recovery）と呼ばれており、マテリアルリサイクルやエネルギーリカバリーなどを合わせてリカバリー（recovery）という用語を使用している。
なお、マテリアルリサイクルのうち微生物を使用した包装廃棄物の処理を有機リサイクル (organic recycling）と定義している。

#### ドイツ
プラスチックのリサイクル手法としては、再製品化を行うメカニカルリサイクル（mechanical recycling、materials-oriented processes）や原料レベルで再資源化するフィードストックリサイクル（feedstock recycling）がリサイクルとして扱われている。エネルギーとして利用することはエネルギーリカバリー（energy recovery）と呼ばれている。

#### 日本
プラスチックのリサイクルでは、プラスチック再製品化（reproduction）を意味するマテリアルリサイクル（material recycling）、原料・モノマー化によるケミカルリサイクル（chemical recycling）、エネルギーとして利用するサーマルリサイクル（thermal recycling）などがある。

### 内部リサイクルと外部リサイクル
ひとつの大分類法は「内部リサイクル（internal recycling）」と「外部リサイクル（external recycling）」に分類する方法である。内部リサイクルとは、例えば、製造工程において生じた廃棄物をその工程で再利用することである。例えば銅管を製造している工場ではその製造工程で銅管の端を切ったり削ったりし（銅製の）不要物が生じるが、それを工場内で熱し溶かして、銅材として銅管の製造工程で再利用すること、は「内部リサイクル」の一例である。また内部リサイクルには例えば、醸造工場で生じ不要となった「絞りかす」を原材料として用いて同工場で飼料を作る、などといった形もありうる。「外部リサイクル」とは、使用済みとなったり廃棄された製品から、原材料を再生することである。例えば、新聞や雑誌を回収し再生紙工場で粉砕しパルプの状態に戻し新たに紙を作ることもそれにあたる。広範囲に行われている「外部リサイクル」の例としては、新聞紙・雑誌類と並んで、ガラス瓶やアルミ缶などの再生も挙げることができる。

### その他の分類
- オープンリサイクル（open-loop recycling） / クローズドリサイクル（closed-loop recycling）
- 水平リサイクル（同種の製品にリサイクルされる場合）/カスケードリサイクル（なんらかの品質の低下があり、異種の製品にリサイクルされる場合）

## 各国のリサイクル

### 日本
現在の日本でのリサイクルには、流通段階の小売業者も、またリサイクル業者（再生業者）も、そして市町村も大きな役割を果たしている。例えば、ガラス瓶、大型家電、電池などの回収には小売店も大きな役割を果たしている。例えば飲料のガラス瓶は小売店が積極的に回収しており、大型家電は、家電販売店が新品販売時に「下取り」などとして古い家電を回収しており、乾電池は店舗に電池回収箱などが置かれているわけである。古紙や古繊維類はリサイクル業者がさかんに回収している。衣類は綿やポリエステルなど素材に関係なく自治体の燃えるゴミとして処分することができる。
また、多くの市・町・村が資源の分別回収を行っており、市民も再資源化できるものとそうでないものを分別して
再資源化が効率良く行われている自治体も多い。
「資源の有効利用」「廃棄物の発生抑制」「環境の保全」を目的として、リサイクルを促進するための措置を定めた「再生資源の利用の促進に関する法律」（通称「リサイクル法」）が、国会を通過し、1991年10月より施行された。
その後、「資源の有効な利用の促進に関する法律」に改正され、2001年4月に施行された。本法は、リデュース（減量）、リユース（再使用）、リサイクル（再生利用）の考え方を取り入れ、事業者がこれらの取り組みを進めることを目的としている。

### 統計の問題点
リサイクル率（リサイクルされた量／廃棄物の総量）の分母と分子の数値の定義は国によって異なる。廃棄物の総量は、家庭系の主要な資源ごみだけの場合、生ごみなどその他の家庭系資源ごみを含む場合、家庭ごみ全体を含める場合、事業系ごみまで含む場合など国により算定方法が異なる。また、廃棄物の総量の算出をする段階も、国により廃棄物の発生量、廃棄物の排出（搬出）量、廃棄物がリサイクル施設に入った量など国により算定方法が異なり問題とされている。国立環境研究所の研究者は、リサイクル指標に関する5つの課題を指摘し、少なくとも4つの指標でリサイクルの状態を計測すべきとしている。

## リサイクル品目

### 紙類

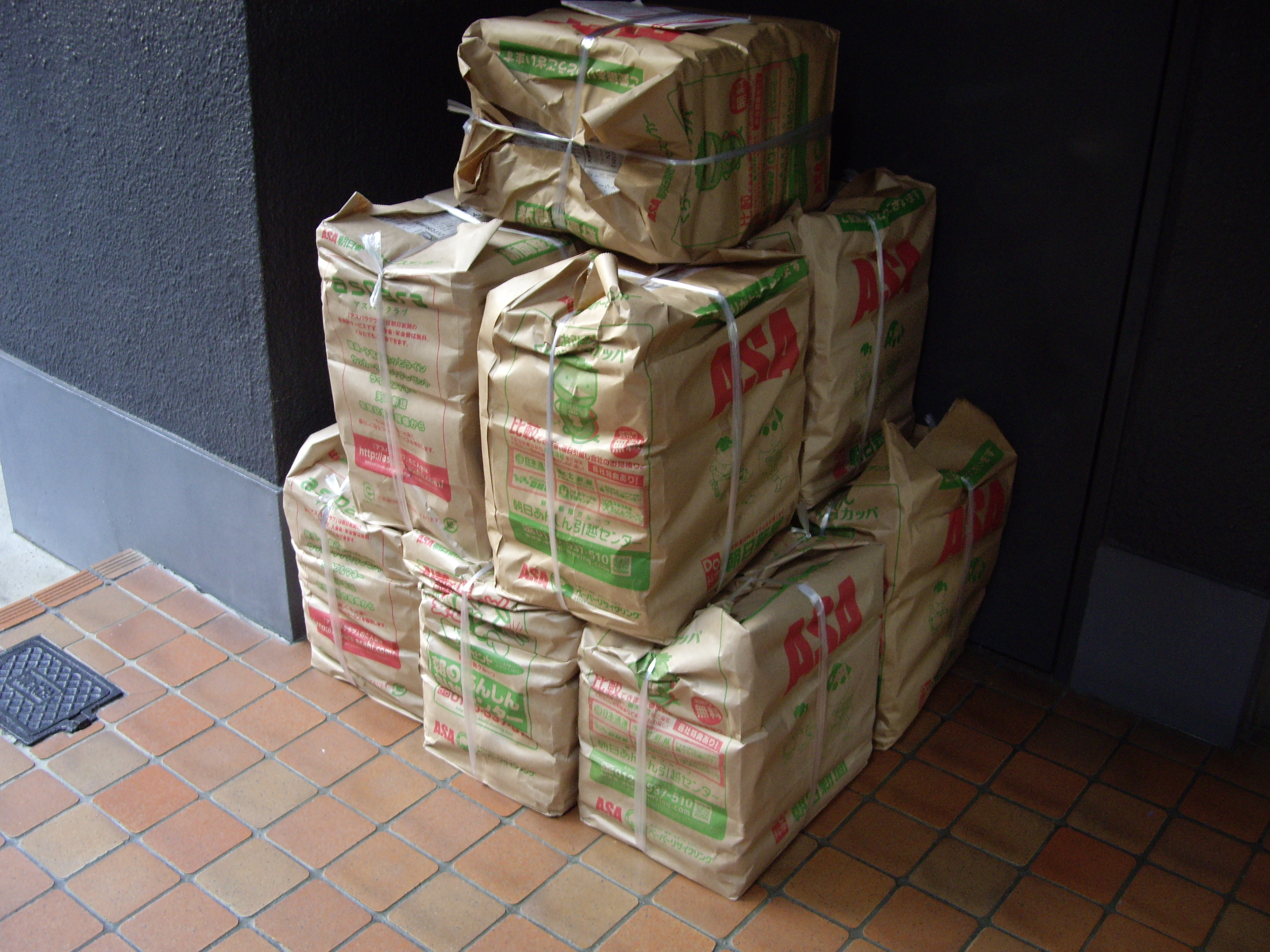
新聞販売店による古新聞回収

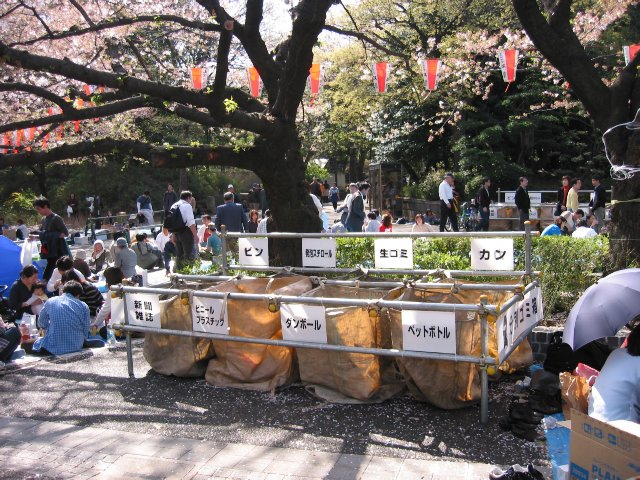
花見会場にて。分別と回収。

紙のリサイクルは水平リサイクルとカスケードリサイクルがある。品質が低い紙に再生される場合はカスケード（カスケード利用）のほうである。回収した紙は古紙として再び紙の原料となりトイレットペーパー、段ボール、白板紙の原料となる場合が多い。牛乳パックはバージンパルプ（リサイクル素材を含まないパルプ）から作成されていて繊維の品質が高いものとして流通するが、回収された古紙はトイレットペーパーや板紙といったものに加工されており、有効に利用されることが多い。
用途に特化した紙が作られるようになるにつれ、感熱紙を始めとしてリサイクル上の問題となる禁忌品が増えており問題視されている。また、シュレッダーで処理された紙は、用途によってはパルプ繊維が切り刻まれているため再生には不利である。

### アルミニウム（アルミ缶）
アルミニウムは、地金を新造する際に「電気の缶詰」といわれるほど製造時の電力消費量が高いが、アルミ缶をリサイクルしてアルミニウム地金に再生する場合の電力消費量は、ボーキサイトからアルミニウム地金を新造する電力消費量のわずか3%で済む（つまり97%もの電力の節約となる。但し、これは純粋なアルミニウムを再精錬した時の理論値である。別途、不純物除去のエネルギーが僅かに必要である。）。その量を電力に換算すると2023年度の場合は、110.0億kWhとなる。これは、全国にある住宅（約6,027万世帯）の約15日分の使用電力量に相当する。
こうした利点があるため、アルミニウムは日本国内において最もリサイクル化が進んでいる金属であり、アルミ缶のリサイクル率は97.5%（2023年度）にも達する。その為、アルミニウムはしばしば「リサイクルの優等生」と呼ばれる。更に、再びアルミ缶としてリサイクルされる割合は、約73.8％となっている。
また、融解時には空気中の窒素と反応して窒化アルミニウムAlNとして一部が失われる。
2Al + N2 → 2AlN
この窒化物は融解時にるつぼの表面に浮かぶので捨てられるが、空気中の水分と徐々に反応してアンモニアを生じる。
AlN + 3H2O → Al(OH)3 + NH3
また、プルトップ部分は剛性を持たせるため、マグネシウムを加えた合金を使用している。そのためリサイクル時にはそれを酸化して除かねばならず無駄が生じる。

### 銅
世で用いられる銅は、（鉱山ではなく）リサイクルがその主要な源となっている。銅はアルミニウムのように、原料のままの状態であっても製品中に含まれている状態であっても関係なく、品質の損失なしに100 %リサイクルすることが可能である。だから、銅は古代からリサイクルされ続けているのである。（なお他の金属との比較では）銅は、アルミや鉄に次いで金属として3番目の量リサイクルされている。

### 鉄
約14億1,814.6万トン(2022年度末時点)の鉄（1人当たり約11.3t）が循環しており、転炉法と電炉法によりリサイクルが大規模に行われている。「日本の鉄鋼循環図」として、鉄のマテリアルフローが図で追いかけられる。また日本のスチール缶リサイクル率は2011年度以降90%以上であり、2023年度は93.5%となっている。

### ガラス
ガラス（ソーダ石灰ガラス）製の液体コンテナ（容器）の内、いわゆるリターナブル瓶はそのまま洗浄して再使用されるが、一方のワンウェイ瓶は破砕されリサイクルされる。この破砕されガラス原料に用いられるものをカレットと呼ぶ。カレットはガラス原料から直接ガラスを製造するよりも材料としての純度が安定しており、またより少ないエネルギー量で瓶に加工できる。2018年以降は2022年を除いてガラス瓶の生産量よりカレット利用量が上回っており、2023年で98.1万トンが再び社会で利用されている。またガラス瓶原料の75%前後（2023年で74.1%）がこのカレットを使用している。ただしカレット化されるガラス瓶（ワンウェイ瓶や再使用できない状態のリターナブル瓶）回収率は約70％前後でそれ以外は回収されずに投棄されている可能性がある（単に容器として消費されていない場合もある）。
ガラスのリサイクル

### 食用油
石鹸、ディーゼルエンジン用燃料などに再利用される。
食用油のリサイクル

### ペットボトル
ペットボトルのリサイクル率（水平リサイクル）は、ドイツは2015年には93.5%という高い値を達成した、とされる。
日本でのリサイクル率の2023年の推計値としては85.0%だったとされる（日本国内で回収されたものと、日本国外で回収されて日本でのペットボトル製造に用いられたものを組み合わせて算定している）。米国でのペットボトルのリサイクル率は、2021年で19.6%と推計された。
（国によってペットボトル以外の用途へのリサイクルの割合は異なるが）、ボトルとして再製造されなかった分の大部分は、砕いて8～9mm程度の大きさのフレーク状や、もっと細かい（数ミリ程度の）ペレット状の材料にされる。PETフレークからはシート状の材料などにされ（スーパーの食品容器、ブリスターパックなどに加工されたり）、ペレットからは繊維などにされる（織られて 布になり、乗り物の座席の表面に用いられたり、フリースウェアの材料、ネクタイの材料 等々等々　として様々に利用されている）。（カスケードリサイクル、マテリアルリサイクル、オープンリサイクル、）。
「ペットボトル」の記事中のリサイクルの章およびペットボトルのリサイクル（英語版、オランダ語版等の独立記事）などが参照可。

### 電池類
電池類におけるリサイクル対象は、マンガン乾電池・アルカリ乾電池、ボタン電池、リチウム一次電池、リチウムイオン二次電池、ニッケル水素・ニカド電池、自動車用バッテリーの7種類。リサイクルに出す際は、電池の種類に関係なくプラス極およびマイナス極をセロハンテープなどで貼り付けることで絶縁しておく必要がある。

### 衣類
単一材料ではない混紡繊維の衣類はその繊維材料ごとの分離が困難なためリサイクルが容易ではないが、2024年大阪大は綿とポリエステルの混紡衣料をマイクロ波処理することでそれぞれの繊維材料を分離する技術を開発した。5年後ころの実用化を目指すとしている。

## 回収

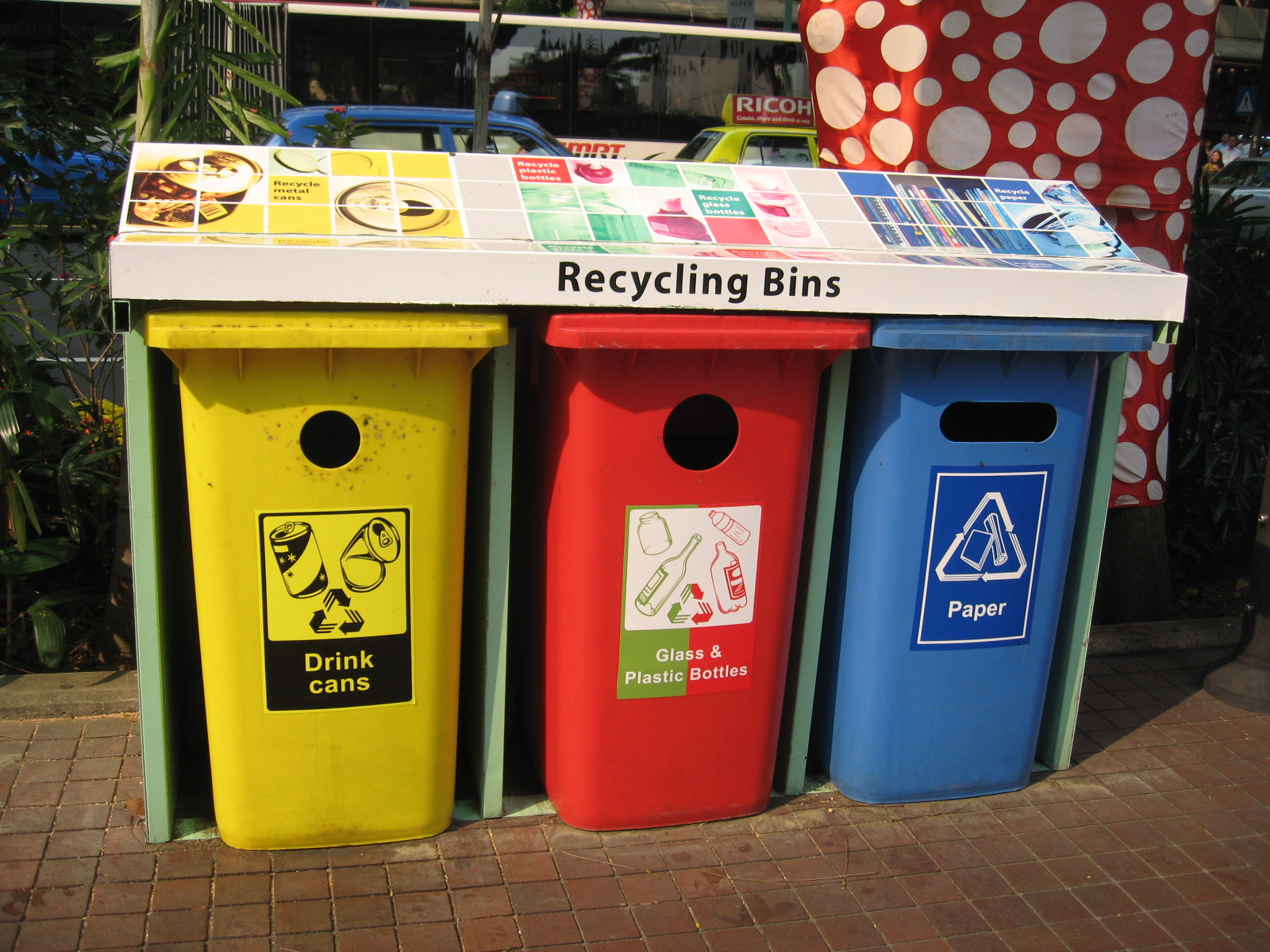
言葉がわからない旅行者にも、分別して投じてもらえるようピクトグラムで投入可能なゴミの種類を示すごみ箱・シンガポールにて

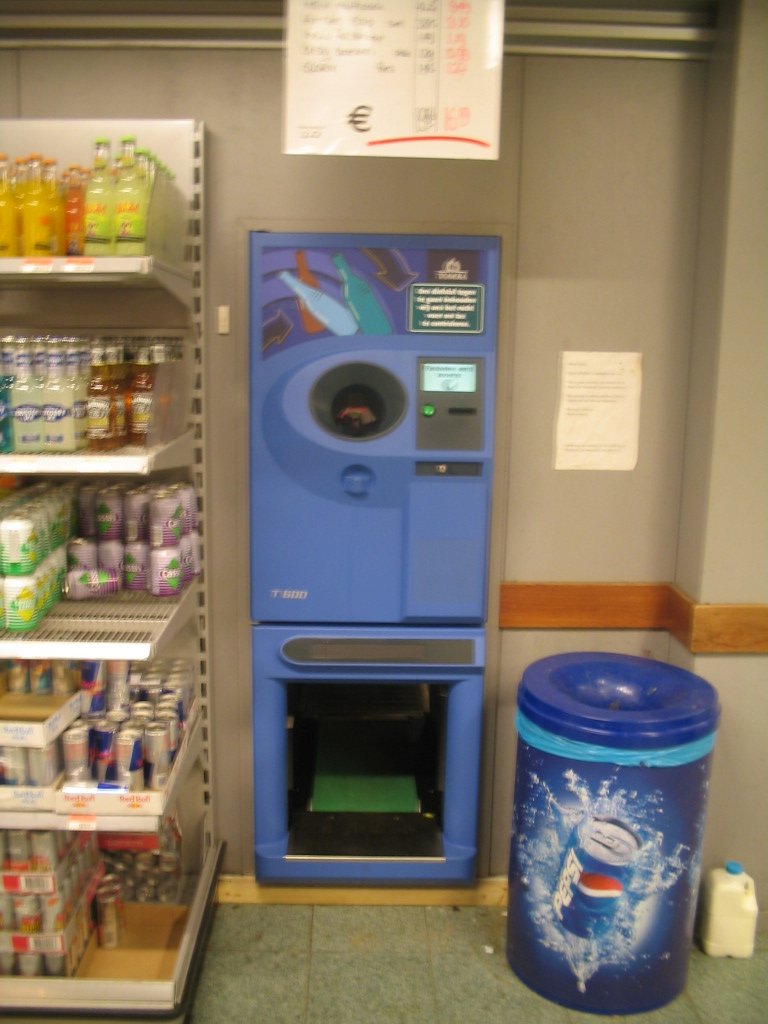
オランダの空き瓶回収器

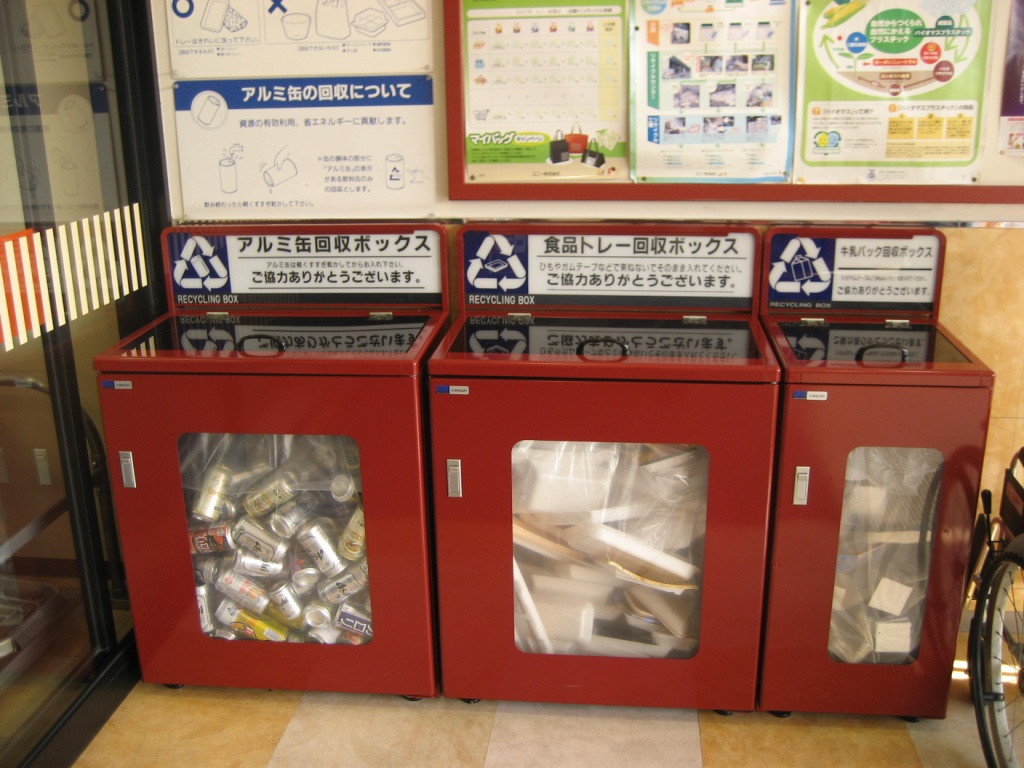
日本の小売店でのアルミ缶・食品トレー・牛乳パック回収

概説で説明したように、大きく分けると主として、リサイクル業者による有償買取、無償引き受け、エージェント（自治体や、その委託先組織など）による（巡回）回収の3つがあり、またボランティアによる回収も行われている。
他にも、国によっては、次のような回収方式がある。
- カーブサイド・コレクション : 家庭から出るごみを、資源種類毎に分別して各戸の前にあるごみ集積場に置く方法。日本の資源分別収集制度を取り入れた米国に多いが、収集車が各戸の前を通るまではごみが往来の脇に置きっ放しとなるやや前時代的な制度で、回収頻度が少なかったり住宅密度が高くなると、歩道が置かれたごみに占領される事態となる事も多い。
- DSDシステム : ドイツで1991年に開始された包装材リサイクル制度。従来はほとんど未分別のまままとめて廃棄される事が多かった多種多様な包装材を、予め分別区分を設定して各メーカーに容器の区分表示を徹底させた上で、民間企業として独立採算による（DSP社）が資源として回収・再生・各種工業原料として販売する。これにより大幅なごみの減量に成功していると共に、独立採算とする事で処分コストの大胆な切捨てを可能としている。
- ウェスト・ピッカー：ごみ処分が成熟していない（野積み処理などを行う）国では、最終処分場において個人による有価物の収集が行われ、結果的にリサイクルの環の一翼を担う[22]。

## 取引
回収業者に回収された、資源ごみは分別（不純物を取り除いたり、材質などで分別する）または洗浄されることによって再資源化業者に売却される。これによって回収業者の運営費用・雇用の賃金が賄われているという実態がある。資源ごみは人件費の安い途上国からは一定の買い取り需要があり、主に先進国の回収業者から途上国の再資源化業者へ資源ごみが「輸出」され、輸入された国の再資源化業者が代価を支払うといった貿易関係が存在する。これが後述のリサイクルの課題にも繋がっている。
リサイクル用の資源は、各国の国内で需要と供給が一致しないために貿易が行われる。需給不一致の原因は、 (1) ある製品のリサイクルは同じ製品に使われない場合がある、 (2) 再生資源が発生するタイミングと再生資源を利用したいタイミングが合わない、 (3) 製品が作られた地域と廃棄された地域が異なる、などがある。再生資源の貿易は、資源の有効利用として環境面からも便益があるされる。
国連の貿易統計によれば、2015年の再生資源の輸出入を重量順でみると、上位は鉄スクラップ（8900万トン）、古紙（5800万トン）、粒状スラグ（2400万トン）、廃プラスチック（1500万トン）。金額の上位は鉄スクラップ（280億ドル）、銅スクラップ（210億ドル）、貴金属スクラップ（170億ドル）などである。

## リサイクルの課題

### 再生品の品質
回収品に不純物が混入すると再生品の品質が落ちる。例えば古紙にラミネートなどが混入していてそれの再生工場での除去がうまくゆかないと再生品の品質が落ちる。そのため、再生業者の不純物の除去の技術の向上や、資源ごみを出す者が分別をしっかり行うことが望まれており、資源の回収を行う自治体や回収業者などによって「分別の徹底のお願い」などの広報がなされることもある。再生品は再生を繰り返すうちに品質が次第に低下する傾向があるので、新しい材料への再生材の混合率を一定程度に抑えるなどの工夫がされる場合もある。

### リサイクルのエネルギー
一般に、鉱物資源や植物資源から（ゼロから）作るよりはリサイクルに必要なエネルギーは少ないので、リサイクルのほうが経済的であり、またエネルギー効率から見ても有利なことは多い。例えば優秀な例を挙げると、ボーキサイトからアルミの地金を製造するのと比べて、アルミ缶からアルミ地金を作る場合わずか3%のエネルギーで済む（つまり97%の電力を節約できる）。一般に、鉱物資源や植物資源などから製品を製造するのにも大きなエネルギーが必要であるが、リサイクルもエネルギーが無（ゼロ）で済むというわけではなくそれなりに必要となる。リサイクルをエントロピーという観点から分析し課題意識を持つ人もいる。

### リサイクルと資源ごみの国際的移動
2010年代、中華人民共和国は資源ごみの最大輸入国であり、2016年の廃プラスチックの輸入量は730万トンに及んでいた。しかしながら資源ごみに含まれる汚染物質が、リサイクルの過程で国内環境に与える影響は座視できないレベルとなったため、2017年7月18日、中国当局はWTOに対して2018年より廃プラスチックや未分別の古紙などの一部廃棄物の輸入を停止することを通告。2018年1月より実行された。
一方、中国の輸入停止を受けて、資源ごみの輸出国であった大韓民国では行き場を失った廃プラスチックなどがだぶつき、既存のリサイクルシステムが打撃を受ける状況も見られた。イギリスでも、リサイクル向けに回収されたプラスチックのほぼ全量を中国に送っていたこともあり、中国の引き受け停止を受けて従来からのリサイクルシステムが崩壊。廃プラスチックの焼却処理を余儀なくされている。
また、有害廃棄物の定義や輸出入を規定する国際条約であるバーゼル条約の改正により、2021年1月1日以降は汚れたプラスチックごみを輸出する際に相手国の同意が必須となった。
日本はこれまで、廃プラスチックの大半を中国に輸出していたが、中国の引き受け停止を受けて、2018年以降、主な輸出先を中国から東南アジアへと変えたが、各国の輸入・利用規制と前述のバーゼル条約の改正により輸出量が減少している。日本の廃プラスチックの輸出量は、2004年（84万9,000トン）以来100トン以上の状況が続いたが、2019年の前年比10.9%減の89万8,000トンと100トンを切り、2023年は約60万6,374トンと2022年（約56万トン）より増加しているものの100トン未満の状況が続いている。
なお、2023年に日本が輸出した廃プラスチックの60%以上が東南アジア（マレーシア約31.2%、ベトナム約26.5%、タイ約8.2%）へ輸出されていた。 また、マレーシアとベトナムに次いで輸出先第3位である台湾へは約15.7%であり、この4か国で約81.7%を占めている。

### 新品との価格競争
リサイクル製品は、再利用や再生に要するコストが上乗せされるため、新品との価格競争において不利になることがある。2020年前半、2019新型コロナウイルスの感染拡大などが要因となり原油価格が下落、プラスチック製品の原料が安価になったため、リサイクル製品が新品よりも割高になる現象が見られ、プラスチックのリサイクル自体が滞るようになった。

### 再生過程の汚染

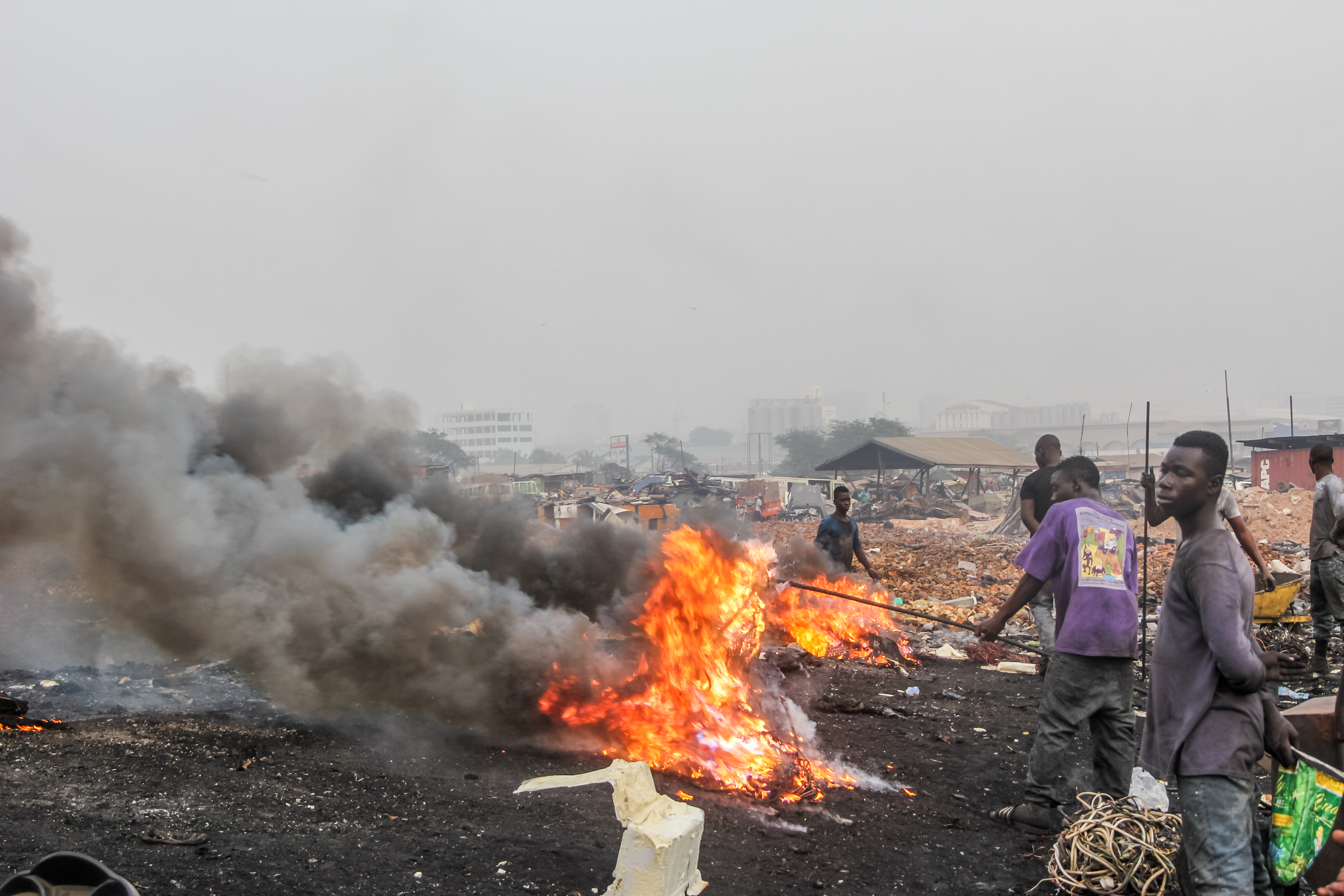
ガーナでの金属スクラップからの銅の回収

ゴミなどの廃棄物から有価物を取り出す過程で、不適切な処理により有害物質が環境に放出される危険性がある。
発展途上国においてはそういったことは考慮されておらず、環境や労働者が有害物質に暴露し病気や早死ににつながっている。
一例としては、ガーナにおけるケーブルなどの金属スクラップからの銅の回収がある。適正な処理施設を持たないため野焼きによって行われ、大量の汚染物質が放出されている。

## リサイクルシンボル

ユニバーサルリサイクルシンボル

国際的に1970年代から、ユニバーサルリサイクルシンボルが用いられている。1988年から「樹脂識別コード」という数字を加えたものも用いられるようになり、プラスチック製品の回収の際の分別の助けとともなっている。
- リサイクルシンボルがUnicodeの#x2672から#x267Dに割り当てられている（Unicode一覧 2000-2FFF）。